# Charles Floquet
Charles Thomas Floquet (Saint-Jean-Pied-de-Port, 2 ottobre 1828 – Parigi, 19 gennaio 1896) è stato un politico francese. È stato Presidente del Consiglio della Francia dal 3 aprile 1888 al 22 febbraio 1889.

## Biografia
Nominato vicesindaco di Parigi dopo la caduta del Secondo Impero, si dimette il 3 ottobre 1870 per dedicarsi alla difesa della capitale dai prussiani durante l'assedio di Parigi. Eletto deputato a Parigi l'8 febbraio 1871, protesta contro le condizioni di pace prussiane e poi contro il trasferimento dell'Assemblea nazionale a Versailles. Diviene consigliere comunale di Parigi nel 1872, poi presidente dello stesso consiglio nel 1874 per un anno; viene rieletto deputato di Parigi nel 1876 e confermato nel 1881, quando diventa vicepresidente della Camera. Nel 1882 è per qualche mese Prefetto del dipartimento della Senna.
Dall'aprile 1885 è presidente della Camera, carica che lascia il 3 agosto 1888, quando viene nominato Presidente del Consiglio della Repubblica Francese; il suo governo dura 10 mesi, fino al 14 febbraio 1889. Dal novembre dello stesso anno viene rieletto nuovamente presidente della Camera, rimanendo in carica fino al 1893. Nel 1892 venne coinvolto nello scandalo di Panama, ma per mancanza di prove non viene perseguito. 
Muore il 19 gennaio 1896 all'età di 67 anni.